# ニジェール航空
ニジェール航空（ニジェールこうくう）はニアメに拠点を置くニジェールの航空会社。運航不可能となったAir Nigerの機能を代替するため、2012年に設立され2014年より運航を開始した。

## 就航都市
ニアメを拠点に、ニアメを含むニジェール国内5都市に就航している。
| 都市       | 空港                     |
| ---------- | ------------------------ |
| ニアメ     | ディオリ・アマニ国際空港 |
| ザンデール | ザンデール空港           |
| マラディ   | マラディ空港             |
| アガデス   | マノ・ダヤク国際空港     |
| ディファ   | ディファ空港             |

## 機材

### 保有機材 (2019年8月現在[2])
| 機種          | 保有数 | 発注数 | 備考                                 |
| ------------- | ------ | ------ | ------------------------------------ |
| フォッカー 50 | 2      | -      | パレスチナ航空からのウェットリース機 |

### 退役機材
- エアバス A320-200
- ATR 72–200
- ATR 72–500
- ボーイング 737-200 (リース[3])